# Governmentalita
Governmentalita (francouzsky gouvernementalité) je koncept vyvinutý francouzským filozofem Michelem Foucaultem v pozdních letech jeho života, odhadem mezi rokem 1977 a jeho smrtí roku 1984, zejména při svých přednáškách na Collège de France.
Význam pojmu je mnohoznačný, zpravidla znamená specifický styl vládnutí, teorii vládnutí a také nástroj pro analýzu vládnutí. Michel Foucault v rámci governmentality vychází ze svého pojetí moci jako abstraktního principu prostupujícího celou společností a nedílné součásti všech společenských vztahů: vlivu moci nelze uniknout a uplatňovat moc může každý podle svých schopností a sociálního postavení. Z toho vyplývá, že governmentalita je ukázkou působení moci a vědění ve specifických podmínkách plánování, vedení a řízení živých lidí – populace. Michel Foucault vnímá governmentalitu jako nástroj tzv. biomoci, jím pojmenované formy moci, prostřednictvím které mají biologické procesy těla vliv na fungování a produktivitu celé společnosti.
Koncept byl v sociálních vědách detailněji rozpracován z tzv. anglo-neofoucaultské perspektivy, zejména autory Peterem Millerem, Nikolasem Rosem a Mitchellem Deanem.
Výraz governmentalita je tedy chápán jako:
- organizované metody (mentalita, racionalita, um), které jsou předmětem vládnutí[5]

Dále může být governmentalita označována jako:
- „‘instrukce‘ pro analýzu, kterou Michel Foucault nabízí přes historické rekonstrukce zahrnující periodu od starověkého Řecka po období moderní společnosti a neoliberalismu“[6]
- „metody a strategie, jež učinily společnost schopnou si vládnout“
- „rozumné pojetí nejlepšího možného způsobu vládnutí a zároveň jeho reflexe“[7]

## Původ názvu
Termín governmentalita (gouvernementalité) původně vznikl odvozením francouzského slova „gouvernement“ (vláda) příponou „-al“ (přídavné jméno) a přidáním „-ité“ (abstraktní podstatné jméno). Mnoho lidí termín governmentalita nesprávně považuje za neologismus slov „government“ (vláda) a „mentality“ (mentalita).

## Historie termínu
Vládnutí podle Foucaulta představuje nezbytnou činnost vykonávanou (nejen) v rámci státu. Governmentalita je v tomto ohledu teoretickým konceptem, jímž chtěl Michel Foucault ovlivnit moderní praktiky a techniky vládnutí (ve smyslu uplatňování politické moci). Obrat ke governmentalitě souvisí se skutečností, že v 50. a 60. letech 20. století došlo v sociálních vědách ke snaze opustit „stát“ jako analytický koncept v důsledku výše zmíněných problémů, které s sebou nesl a nese. V souladu s tímto trendem v sociálních vědách obrátil Foucault svoji pozornost od státu k subjektům moci a k moci samotné – předmětem jeho výzkumu se stala problematika populace a distribuce/realizace moci.
Koncept „umění vládnutí“ je jedním z klíčových bodů v dílech filosofa. Ve svých pracích kladl otázky o charakteru moderních sociálních řádů a limitech lidské svobody v rámci státní kontroly. Governmentalita neposkytuje pouze zcela novou perspektivu moci oproti té, jež je založena na shodě mínění, resp. společenského konsenzu, nýbrž také pomáhá rozrůznit moc a převládání. Foucault rozvíjel governmentalitu ve všech svých publikacích a přednáškách věnovaných problematice moci, ale nejzřetelněji v sérii přednášek na Collège de France nazvaných Il faut défendre la société (v českém překladu „Je třeba bránit společnost“ vyšlo v roce 2006), Sécurité, territoire, population (v anglickém překladu vyšlo v roce 2007) a Naissance de la biopolitique (v českém překladu „Zrození biopolitiky“ vyšlo v roce 2009), přičemž nejjednodušeji ji lze charakterizovat jako spojení dvou rovin, jež jsou patrné k názvu konceptu. Teorie o governmentalitě Foucault poté aplikoval na pojem sociální kontroly.

## Vysvětlení konceptu
Michel Foucault ve své knize Securité, territorie, population prohlásil o konceptu: "Pod slovem ‚governmentalita‘ mám na mysli tři věci. Za prvé, ‚governmentalita‘ je souborem institucí, procedur, analýz a reflexí, kalkulací a taktik, které umožňují uplatňovat velmi specifickou, a přesto velmi komplexní, moc, jež má za svůj cíl působení na populaci, používá politickou ekonomii jako zdroj vědění a využívá bezpečnostní aparát jako hlavní technický prostředek. Zadruhé, v ‚governmentalitě‘ vidím trend, posloupnost síly, která se po dlouhou dobu na Západě prosazovala k výsadnímu postavení nad všemi ostatními typy moci – absolutním, disciplinárním a dalším –, která se prosadila v typu moci, jíž říkáme ‚vláda‘, a která na jednu stranu dala vzniknout sadě specifických nástrojů (apparelis) vládnutí a na druhou stranu pak umožnila vznik sady specifických vědomostí (savoirs). A konečně, myslím si, že pod ‚ governmentalitou‘ bychom si měli představit proces nebo spíše výsledek procesu, pomocí něhož se středověký stát spravedlnosti přetransformoval v 15. a 16. století na administrativní stát a byl dále postupně ‚governmentalizován‘.“
Obecně můžeme rozeznat dvě roviny, respektive dvě základní charakteristiky governmentality.
První rovina směřuje k technikám, strategiím a nástrojům, pomocí nichž aktéři uplatňují moc. Governmentalita je tedy styl vládnutí, který se snaží využít všechny dostupné prostředky. Chápat technologie moci není možné bez analýzy forem politické racionality, která ji podepírá a umožňuje. Foucault ukazuje na vzájemnou sounáležitost technik moci a forem vědění. Mechanismy racionalizace jsou způsoby pojmenování problémů či nakládání s nimi, popř. poskytování argumentů a ospravedlnění. Pro politickou racionalitu neexistuje čisté, neutrální vědění, které jednoduše reprezentuje realitu vládnutí; tato racionalita produkuje také intelektuální nástroje na zpracovávání reality (jednání, procedury, instituce, právní formy), které se poté stávají součástí technologie politiky.
V druhém případě se dá governmentalita použít i v obecnějším smyslu, který naznačuje úzké spojení mezi vztahy moci a procesy subjektivizace, protože idea vládnutí v 19. století neměla pouze politický význam. Označovala také procesy sebekontroly, poučení a rady pro rodiny i děti, organizaci domácnosti, směřování duše apod. Vládnutí je cíleno na chování a jednání občanů, které však není předepsáno, naopak nechává rozhodování na samotném jedinci. Řízení chování a jednání je následně uplatňováno pomocí určení, co je přijatelné a žádoucí a co je nepřijatelné a nežádoucí. V rámci normality je dle společenských konvencí stanoveno, co je ‚normální‘, a jaké jsou normální tužby, zájmy, způsob myšlení atd., a na druhou stranu poukazováno na to, co je abnormální a nežádoucí. Vytyčení normality však není donucováním. Je plně na daném jedinci, jestli se přikloní k dané normalitě, nebo zda si zvolí alternativu. V případě zvolení alternativy však musí počítat s následky své volby, neboť se dostává do pozice devianta, na nějž se zpravidla nahlíží jako na společenskou hrozbu, zejména s ohledem na společenské hodnoty.
Governmentalita tím pádem dle Foucaulta odkazuje na komplexní formu moci, jež vychází z pojetí populace jako objektu se specifickými vlastnostmi zachytitelnými pomocí statistik (porodnost, úmrtnost atd.), o nějž je potřeba se starat a jemuž je potřeba vládnout ve smyslu správy a dohledu. Předmětem analytických úvah zde nejsou věci nebo jevy, ale způsoby, kterými se společnost zabývá, jak o nich přemýšlí a jak jsou charakterizovány v diskurzivních pojmech a praktikách. Problémy, které společnost řeší, nejsou z pohledu governmentalistů reálné – i když se možná vyskytují, neexistuje způsob, jak je poznat nezprostředkovaně.

## Další vývoj konceptu
Foucaultův přínos je zcela významný pro vývoj nových způsobů pohledu na politické dějiny, ovšem koncept governmentality nebyl příliš známý až do počátku 90. let. Větší publicitu přinesla teorii kniha The Foucault Effect. Studies in governmentality: with two lectures by and an interview with Michel Foucault, poprvé vydaná v roce 1991, kdy na koncept Foucaulta začaly navazovat různé vědecké práce. V angloamerickém prostředí vznikla nová výzkumná oblast – tzv. governmental studies („governmentální studia“). Prudký rozvoj kritického proudu začal až v 21. století. Governmentalitě se věnovaly například časopisy Educational Philosophy and Theory a International Journal of Qualitative Studies in Education.